# Залесе (Томашовський повіт)
Залесе (пол. Zalesie) — село в Польщі, у гміні Будзішевиці Томашовського повіту Лодзинського воєводства.
Населення — 93 особи (2011).
У 1975-1998 роках село належало до Пйотрковського воєводства.

## Демографія
Демографічна структура станом на 31 березня 2011 року:
|          | Загалом | Допрацездатний вік | Працездатний вік | Постпрацездатний вік |
| -------- | ------- | ------------------ | ---------------- | -------------------- |
| Чоловіки | 50      | 5                  | 40               | 5                    |
| Жінки    | 43      | 4                  | 25               | 14                   |
| Разом    | 93      | 9                  | 65               | 19                   |